# Колымская судоходная компания
АО «Колымская судоходная компания» является единственным специализированным предприятием речного транспорта в бассейне реки Колыма. Компания создана в марте 1993 года, в результате приватизации Зырянского речного порта. Основная деятельность предприятия — перевозки и погрузочно-разгрузочные работы. Общая протяженность эксплуатируемых компанией водных путей — 2196 километров. Средняя дальность перевозок 728 километров. Перевозки осуществляются в основном по реке Колыме, а так же по рекам Омолон и Анюй. Предприятие обеспечивает практически 100 % потребности обслуживаемых регионов в перевозках. КСК расположена в пределах Крайнего Севера. На работников распространяются льготы, предусмотренные законодательством. Существует тенденция прироста объема перевозок на ближайшие годы.
- Гендиректор АО "КСК"- Тажбенов Марат Шукиралиевич.

- Адрес: Республика Саха (Якутия), Верхнеколымский улус (район), пгт. Зырянка, ул. Стадухина, 9

- ИНН: 1408000231

- Телефон: +7 4115541462

- Факс: +7 4115541205

## История
История судоходства на Колыме неразрывно связана с судьбами её жителей, которые в советское время стали заложниками природных богатств региона... 11 ноября 1931 года вышло Постановление ЦК ВКП(б) «О Колыме», которым было предписано образовать на Колыме «специальный трест с непосредственным подчинением ЦК ВКП(б)». 13 ноября 1931 года организован Государственный трест по разведке, добыче золота и сопряжённым с этими задачами дорожным и промышленным строительством в районе Верхней Колымы — «Дальстрой».

В 1932 году трест «Дальстрой» приступил к разведке и промышленному освоению полезных ископаемых в бассейне Колымы. Посёлок Зырянка (где ныне находится дирекция АО "КСК") возник по воле начальника «Дальстроя», латыша Эдуарда Петровича Берзина, как база Колымо-Индигирского речного пароходства для транспортировки угля Зырянского бассейна. Приказом № 251 от 22 декабря 1932 года, за подписью Берзина, образуется Колымо-Индигирское Управление речного транспорта, с подчинением тресту «Дальстрой». Вначале оно базировалось в посёлке Лабуе, Среднеколымского района. Генрих Ягода незамедлительно приказал выделить для «Дальстроя» «16 тысяч вполне здоровых заключённых». Однако, данный план был "недовыполнен". Поздней осенью 1932 года на Колыму было доставлено 12 тысяч заключённых. Итог: никто из ЗЭКов, охранников и овчарок не пережил Колымской зимы. В 1933 году Колымо-Индигирское Управление речного транспорта было переименовано в Колымское речное управление «Дальстрой» (сокращённо – КРУДС). Из заключённых 2-й очереди, доставленных на Колыму осенью 1933-го зиму пережил каждый 50-й. "Счастливее" оказалась 3-я очередь 1934 года: большинство выжило. Именно в этот год на Колыме начинается масштабное строительство дорог, речных портов, аэродромов, посёлков и «столицы» лагерного края - Магадана. 
Магадан построен на голом месте руками ЗЭКов. Прямо от моря идёт вымощенная костями Колымская трасса!
 — говорит Кирилл Набутов.
Между тем, из-за отдалённости посёлка Лабуи от основного места добычи и погрузки каменного угля, постепенно были образованы дополнительные затоны: Старая Зырянка и Ат-Тёбёлёх. И в 1935 году правление пароходства было переведено в Старую Зырянку, а Лабуя стала ремонтной базой. В 1936 году КРУДС было переведено в Новую Зырянку, удобно расположенную для судоходства в устье реки Ясачной. По удивительному совпадению, Зырянку начали строить именно на том самом берегу Ясачной, куда 28 августа 1891 года ступил Иван Дементьевич Черский – первооткрыватель зырянского угля.
В 1939 году КРУДС было переименовано в Колымо-Индигирское речное пароходство (КИРП). Данное название просуществовало ровно 40 лет. В 1979 году КИРП было переименовано в "Зырянский речной порт" (ЗРП). Тогда же были организованы следующие цеха и участки: 
- РММ,
- Грузовой район,
- Деревообделочный цех,
- Цех технической эксплуатации флота,
- Автотранспортный цех,
- Жилищно-коммунальный цех,
- Цех материально-технического снабжения и
- Ремонтно-строительный цех.

В 1993 году на общем собрании трудового коллектива предприятие «Зырянский речной порт» снова поменяло своё имя, будучи преобразовано в Акционерное общество «Колымская судоходная компания». В 1995 году на общем собрании акционеров генеральным директором ОАО КСК избран Сергей Кесаревич Пичугин. 10 июня 2012 г. на общем собрании акционеров приняты Дополнения к Уставу КСК. 
На сегодняшний день АО «Колымская судоходная компания» успешно функционирует, способствуя сохранению жизнедеятельности Колымского региона (с 1953 г. - Магаданской области).

## Список судов Колымской судоходной компании
- Ганц-17 (1989)
- ЗС-5 (1982)
- МП-1379 (1983)
- МП-1416 (1989)
- МП-1417 (1990)
- МП-1421 (1991)
- МП-2518 (1982)
- МП-3327 (1985)
- МП-3328 (1985)
- МП-3341 (1987)
- МП-3342 (1987)
- ОС-16 (1985)
- Патома (1975)
- РТ-478 (1973)
- РТ-733 (1987)
- РТТ-473 (1972)
- РТТ-483 (1974)
- Рыбновск (1956)
- Сибирь (1958)
- СК-859 (1966)
- СК-2036 (1985)
- СК-2039 (1986)
- СК-2087 (1988)
- СК-2090 (1988)
- СМД-12 (1975)
- СМД-14 (1977)
- СОТ-1122 (1970)
- СОТ-1132 (1984)
- СПК-61 (1975)
- СПН-690Б (1971)
- СПН-693Б (1972)
- СПН-697Б (1974)
- СПН-698Б (1974)
- СПН-707Б (1978)
- СПН-708Б (1978)
- СПН-713Б (1980)
- СПН-714Б (1981)
- СПН-719 (1983)
- СПН-723 (1984)
- СПН-724Б (1985)
- Сухона (1987)
- Т-90 (1978)
- Т-99 (1980)
- Т-106 (1983)
- Т-166 (1984)
- ТР-75 (1961)
- Юбилейный (1967)

В скобках указаны годы постройки.